# Liste der Einträge im National Register of Historic Places im Olmsted County

Lage des Olmsted County in Minnesota

Die Liste der Einträge im National Register of Historic Places im Olmsted County in Minnesota führt alle Bauwerke und historischen Stätten im Olmsted County auf, die in das National Register of Historic Places aufgenommen wurden.

## Legende
| NRHP | Historic Place             |
| HD   | Historic District          |
| NHL  | National Historic Landmark |

## Aktuelle Einträge
| [ 2 ] | Name                                           | Bild                                           | Eintragsdatum        | Lage                                                                                           | Ort                 | Beschreibung |
| ----- | ---------------------------------------------- | ---------------------------------------------- | -------------------- | ---------------------------------------------------------------------------------------------- | ------------------- | --- |
| 1     | Avalon Hotel                                   | Avalon Hotel                                   | 1982 ID-Nr. 82002992 | 301 North Broadway 44° 1′ 35″ N, 92° 27′ 47″ W                                                 | Rochester           | Heute Avalon Music                                                                                              |
| 2     | Dr. Donald C. Balfour House                    | Dr. Donald C. Balfour House                    | 2004 ID-Nr. 04000723 | 427 6th Avenue, Southwest 44° 1′ 6″ N, 92° 28′ 17″ W                                           | Rochester           | |
| 3     | Benike Family Barn                             | Benike Family Barn                             | 2011 ID-Nr. 09000407 | 5209 County Road 21 Northeast 44° 8′ 13″ N, 92° 22′ 30″ W                                      | Farmington Township | |
| 4     | John G. Bush House                             | John G. Bush House                             | 1980 ID-Nr. 80004531 | 223 East Center Street 43° 58′ 29″ N, 92° 8′ 11″ W                                             | Dover               | |
| 5     | Chateau Dodge Theatre                          | Chateau Dodge Theatre                          | 1980 ID-Nr. 80002098 | 15 1st Street, Southwest 44° 1′ 22″ N, 92° 27′ 50″ W                                           | Rochester           | |
| 6     | Coan House                                     | Coan House                                     | 1980 ID-Nr. 80004532 | 118 West 5th Street 43° 59′ 4″ N, 92° 14′ 0″ W                                                 | Eyota               | Errichtet im Jahr 1857                                                                                          |
| 7     | Eyota Farmers Cooperative Creamery Association | Eyota Farmers Cooperative Creamery Association | 1980 ID-Nr. 80004533 | 222 Washington Avenue, South 43° 59′ 10″ N, 92° 13′ 36″ W                                      | Eyota               | Errichtet im Jahr 1924                                                                                          |
| 8     | Frank's Ford Bridge                            | Frank's Ford Bridge                            | 1980 ID-Nr. 80004534 | Brücke der County Road 121 über den Zumbro River 44° 7′ 47″ N, 92° 27′ 45″ W                   | Oronoco             | |
| 9     | Christoph Krause Farmstead                     | Christoph Krause Farmstead                     | 1980 ID-Nr. 80002097 | County Highway 30 43° 57′ 31″ N, 92° 8′ 17″ W                                                  | Dover               | |
| 10    | Mayo Clinic Buildings                          | Mayo Clinic Buildings                          | 1969 ID-Nr. 69000075 | 110 und 115 2nd Avenue, Southwest 44° 0′ 55″ N, 92° 27′ 49″ W                                  | Rochester           | |
| 11    | Dr. William J. Mayo House                      | Dr. William J. Mayo House                      | 1975 ID-Nr. 75001001 | 701 4th Street, Southwest 44° 1′ 8″ N, 92° 28′ 15″ W                                           | Rochester           | Auch Mayo Foundation House genannt                                                                              |
| 12    | Mayowood Historic District                     | Mayowood Historic District                     | 1970 ID-Nr. 70000306 | 3720 Mayowood Road, Southwest 43° 59′ 41″ N, 92° 31′ 3″ W                                      | Rochester           | Anwesen von Charles Horace Mayo                                                                                 |
| 13    | Oronoco School                                 | Oronoco School                                 | 1980 ID-Nr. 80004536 | County Highway 18 44° 9′ 43″ N, 92° 32′ 2″ W                                                   | Oronoco             | |
| 14    | Pierce House                                   | Pierce House                                   | 1980 ID-Nr. 80002101 | 426 2nd Avenue, Southwest 44° 1′ 6″ N, 92° 27′ 55″ W                                           | Rochester           | |
| 15    | Pill Hill Residential Historic District        | Pill Hill Residential Historic District        | 1990 ID-Nr. 85003768 | Abgegrenzt durch 3rd Street, 9th Street, 7th Avenue und 10th Avenue 44° 1′ 5″ N, 92° 28′ 29″ W | Rochester           | |
| 16    | Pleasant Grove Masonic Lodge                   | Pleasant Grove Masonic Lodge                   | 1980 ID-Nr. 80002102 | Off County Highway 1 43° 52′ 12″ N, 92° 23′ 4″ W                                               | Stewartville        | |
| 17    | Henry S. Plummer House                         | Henry S. Plummer House                         | 1975 ID-Nr. 75001002 | 1091 Plummer Lane 44° 0′ 37″ N, 92° 28′ 47″ W                                                  | Rochester           | 1924 im Tudor Revival-Stil errichtetes Wohnhaus von Henry Stanley Plummer, einem bekannten Arzt der Mayo Clinic |
| 18    | Rochester Armory                               | Rochester Armory                               | 1980 ID-Nr. 80004268 | 121 North Broadway 44° 1′ 31″ N, 92° 27′ 48″ W                                                 | Rochester           | |
| 19    | Rochester Public Library                       | Rochester Public Library                       | 1980 ID-Nr. 80004537 | 226 2nd Street, Southwest 44° 1′ 16″ N, 92° 28′ 1″ W                                           | Rochester           | Studentenzentrum der Mayo Medical School, der Lehr- und Forschungseinrichtung der Mayo Clinic                   |
| 20    | St. Mary's Hospital Dairy Farmstead            | St. Mary's Hospital Dairy Farmstead            | 1980 ID-Nr. 80004538 | Östlich von Rochester am County Highway 104 44° 1′ 29″ N, 92° 33′ 21″ W                        | Rochester           | |
| 21    | George Stoppel Farmstead                       | George Stoppel Farmstead                       | 1975 ID-Nr. 75001000 | County Highways 25 und 122 44° 0′ 37″ N, 92° 30′ 40″ W                                         | Rochester           | |
| 22    | Toogood Barns                                  | Toogood Barns                                  | 1975 ID-Nr. 75001003 | Mayowood Road 44° 0′ 5″ N, 92° 28′ 28″ W                                                       | Rochester           | |
| 23    | Viola Cooperative Creamery                     | Viola Cooperative Creamery                     | 1999 ID-Nr. 99001310 | 10500 Viola Road, Northeast 44° 3′ 53″ N, 92° 16′ 10″ W                                        | Viola               | |
| 24    | Milo White House                               | Milo White House                               | 1982 ID-Nr. 82002991 | 122 Burr Oak Street 43° 51′ 2″ N, 92° 11′ 18″ W                                                | Chatfield           | |
| 25    | Timothy A. Whiting House                       | Timothy A. Whiting House                       | 1980 ID-Nr. 80004269 | 225 1st Avenue, Northwest 44° 1′ 34″ N, 92° 27′ 52″ W                                          | Rochester           | 1856 im Italianate-Stil errichtetes Haus                                                                        |

## Frühere Einträge
| [ 2 ] | Name                                         | Bild | Eintragsdatum        | Lage                                                                         | Ort       | Beschreibung                                                            |
| ----- | -------------------------------------------- | ---- | -------------------- | ---------------------------------------------------------------------------- | --------- | ----------------------------------------------------------------------- |
| 1     | Chicago Great Western Railroad Company Depot |      | 1980 ID-Nr. 80004267 | 88 South Park Avenue und 130 South Park Avenue 44° 0′ 16″ N, 92° 25′ 19,2″ W | Rochester | Im Jahr 1987 aus dem Register gestrichen                                |
| 2     | Hotel Zumbro                                 |      | 1980 ID-Nr. 80002100 | 101 1st Avenue, Southwest 43° 42′ 49,7″ N, 91° 46′ 59,6″ W                   | Rochester | Im Jahr 1987 abgerissen und ein Jahr später aus dem Register gestrichen |
| 3     | Charles H. Mayo House                        |      | 1980 ID-Nr. 80004535 | 419 4th Street, Southwest 44° 1′ 9,6″ N, 92° 28′ 6,5″ W                      | Rochester | Im Jahr 1987 abgerissen und aus dem Register gestrichen                 |